# Robinsoniodendron
Robinsoniodendron là chi thực vật có hoa trong họ Tầm ma.

## Các loài
Chi này gồm các loài: